# Huawei Ascend Y210
Huawei Ascend (Y210) es un teléfono móvil considerado como de gama baja en el mercado, fabricado y diseñado por la empresa de origen chino Huawei. Este modelo como la mayoría de los modelos de esta marca corre impulsado por el sistema operativo de Google Android 2.3 Gingerbread y tiene una pantalla multitáctil de dos IPS (In-Plane Switching) la cual es una tecnología que se utiliza para pantallas de cristal líquido (LCD). El dispositivo fue anunciado en marzo de 2013.
El Huawei Ascend Y210 es un terminal que incorpora diferentes características adicionales en comparación con su antecesor, el Ascend Y200, entre estas novedades se encuentra una ampliación en la capacidad del procesador de 200Mhz, llegando al 1Ghz, aumentando notablemente la velocidad a la hora de manipular aplicaciones y la capacidad de acceso a redes 3G también se destaca. Este equipo tiene como nicho de mercado a personas que incursionan por primera vez en el mundo de los teléfonos inteligentes.
El dispositivo tiene las conexiones inalámbricas básicas de los terminales móviles en la actualidad como WiFi 2.0, Bluetooth 2.1 y capacidades de navegación en bandas móviles 3G y 3.5G. Permite también la función de módem inalámbrico Tethering y cuenta con un sistema de geo navegación Gps que permite el uso de diferentes sensores internos para que la manipulación sea óptima.
Este modelo del mayor fabricante de equipamiento de redes y equipo de telecomunicaciones del mundo viene solamente disponible de color negro de fábrica.

## Especificaciones generales
| Característica             | Detalles |
| -------------------------- | --- |
| Fabricante                 | Huawei |
| Pantalla                   | IPS de 3.5 pulgadas (320 × 480 píxeles); Multitáctil (2 Puntos)                                                                      |
| Cámara                     | 2 Mpx (1633x1225 píxeles), geo-tagging.                                                                                              |
| Video                      | VGA (640x480) : 24fps. |
| Redes                      | GSM/EDGE: 850, 900, 1800, y 1900 MHz UMTS/HSPA+ 850, 900, 1900 y 2100 MHz                                                            |
| Disponibilidad             | Marzo de 2013 |
| Peso                       | 112 g |
| Colores                    | Negro. |
| Conectividad               | Bluetooth 2.1, Wi-Fi, Micro SD, 3G/3.5G, Micro USB.                                                                                  |
| Micro SD                   | Hasta 32 GB (no incluida) |
| Procesador                 | 1 GHz |
| RAM                        | 256 MB |
| Batería                    | Standard, Li-Ion 1700 mAh |
| WLAN                       | 802.11b (11 Mbit/s), 802.11g (54 Mbit/s), 902.11d (roaming), 802.11i (seguridad, WEP, WPA, WPA2, EAP), 802.11e (QoS issues), 802.11n |
| Sistema operativo          | Android 2.3 |
| Formatos de audio          | MP3, WMA, WAV |
| Formatos de video          | MP4, FLV, 3GP, 3G2 |
| Métodos físicos de entrada | Auricular 3.5 mm y Micro USB |
| Mensajería                 | Email, Push Email, IM |

## Huawei Y210 en Colombia
El equipo ha sido comercializado en Colombia bajo el amparo de las compañías Claro y Movistar y es este país en compañía de Ecuador en Latinoamérica en dónde la empresa tiene sedes de investigación (I+D). En el primer país se registró que este modelo fue uno de los precursores de una de las mejores temporadas económicas de la empresa.